# كابتن كرانش
كابتن كرانش عبارة عن حبوب إفطار من الذرة والشوفان تصنعها شركة كويكر، وهي شركة تابعة لشركة بيبسيكو منذ عام 2001. بعد تقديم الحبوب الأصلية في عام 1963،  تم تسويقها ببساطة باسم كابتن كرانش ، قدمت كويكر للشوفان منذ ذلك الحين العديد من النكهات والتنوعات الموسمية، بعضها لفترة محدودة — وتقدم حاليًا خط إنتاج Cap'n Crunch.
تم تطوير حبوب الفطور الأصلية Cap'n Crunch من وصفة من السكر البني والزبدة فوق الأرز. كانت واحدة من أولى الحبوب التي استخدمت طلاء الزيت لتوصيل النكهة، الأمر الذي تطلب عملية خبز مبتكرة.

## شخصيات العلامة التجارية
Jean LaFoote هي شخصية قرصان خيالية من مجموعة شخصيات Cap'n Crunch الخاصة بحبوب الإفطار. اسم الشخصية هو تلاعب لفظي على اسم القرصان التاريخي جان لافيت. في منتصف السبعينيات، كان التميمة الأساسية لحبوب Cinnamon Crunch من Jean LaFoote.
في الثمانينيات، كان الخصوم الرئيسيون للكابتن هم Soggies ، وهي مخلوقات غريبة غريبة تشبه كتل الحليب، والتي كان هدفها جعل كل شيء على الأرض متبللاً. الشيء الوحيد الذي كان محصنًا هو حبوب Cap'n Crunch ، ودارت العديد من الإعلانات حول محاولاتهم «تقنين» الحبوب وكل شيء آخر، دون جدوى. كان زعيمهم، Sogmaster (الذي عبر عنه ديك غوتييه)، مخلوقًا ميكانيكيًا كبيرًا (بزوج من العيون تطل من فتحة في الرأس، مما يعني أنها كانت بذلة درع لشخصية أصغر) الذي شوهد في الغالب يأمر بـ Soggies لتنفيذ خططه «لتدمير الإفطار»؛ العديد من الإعلانات التجارية التي ارتبطت بالمسابقات تحتوي على أقواس قصة تتضمن حصانًا يصنع دوو، ويحاول Sogmaster التقاط Cap'n Crunch.

## روابط خارجية
- موقع ويب Cap'n Crunch Cereal
- Animateclay.com - إعلانات استوديو فينتون